# Marina Colasanti
Marina Colasanti (Asmara, 26 de septiembre de 1937-Río de Janeiro, 28 de enero de 2025) fue una escritora, traductora y periodista italobrasileña. Sus obras literarias han sido reconocidas con diversos premios, entre los que destacan el Premio Jabuti (1993, 1994, 1997, 2010, 2011 y 2014) y el XIII Premio Iberoamericano SM de Literatura Infantil y Juvenil en 2017, por su lenguaje poético, sus personajes profundos y bien consolidados, y su relectura valorativa de los cuentos de hadas.

## Biografía
Pasó sus primeros años de infancia en Italia, durante la Segunda Guerra Mundial. En 1948 su familia decide mudarse a Río de Janeiro. Hija de padres lectores, desde muy pequeña conoció la literatura y, en los tiempos difíciles, siempre estuvo dispuesta a crear historias: «Éramos tan solo mi hermano, un año más grande, y yo. Para llenar tanta soledad, tuvimos dos amigos imaginarios, también una pareja de hermanos, que fueron nuestros compañeros de aventuras a lo largo de un año o dos. Se llamaban Nino y Pía. De dónde sacamos esos nombres, no tengo idea. Cuando era posible inventábamos aventuras en la nieve y en la naturaleza. Casi no tuvimos juguetes, no eran tiempos para eso».
Ingresó a la Escuela Nacional de Bellas Artes en 1954 y se especializó en grabado en metal. Entre 1962 y 1973 colaboró en el Jornal de Brasil como redactora, columnista e ilustradora. Es en ese lugar donde descubrió su pasión por los cuentos de hadas y la literatura infantil, al reemplazar a la editora del suplemento para niños, quien fue encarcelada por la dictadura militar.
Su obra en conjunto data de más de setenta libros, de los cuales alrededor de treinta pertenecen al terreno de la literatura infantil y juvenil donde exploró la belleza, la imaginación y la reinterpretación de los cuentos de hadas. 
Falleció a los 87 años en Río de Janeiro, Brasil, el 28 de enero de 2025.

## Premios
- Uma idéia toda azul, 1978, O Melhor para o Jovem, de la Fundação Nacional do Livro Infantil e Juvenil.
- Passageira em trânsito, 2010, Premio Jabuti en la categoría Poesía.[6]

## Obra
- El perro caliente'(2014)
- Hora de alimentar serpentes
- Passageira em trânsito, (2010)
- Minha Ilha Maravilha (2007) - Ed. Ática
- Acontece na cidade (2005) - Ed. Ática
- Fino sangue (2005)
- O homem que não parava de crecer (2005)
- veintitrés historias de un viajero (2005)
- Una estrada junto ao río (2005)
- A morada do ser (1978, 2004)
- Fragatas para terras distantes (2004)
- A moça tecelã (2004)
- Aventuras de Pinóquio – histórias de uma marionete (2002)
- A casa das palavras (2002) - Ed. Ática
- Penélope manda lembranças (2001) - Ed. Ática
- A amizade abana o rabo (2001)
- Esse amor de todos nós (2000)
- Um espinho de marfim e outras histórias (1999) - L&PM
- Ana Z., aonde vai você? (1999) - Ed. Ática
- Gargantas abertas (1998)
- O leopardo é um animal delicado (1998)
- Histórias de amor (serie «Para gostar de ler» vol. 22) (1997) - Ed. Ática
- Longe como o meu querer (1997) - Ed. Ática
- Eu sei mas não devia (1995)
- Um amor sem palavras (1995)
- Rota de colisão (1993)
- De mulheres, sobre tudo (1993)
- Entre a espada e a rosa (1992)
- Cada bicho seu capricho (1992)
- Intimidade pública (1990)
- A mão na massa (1990)
- Será que tem asas? (1989)
- Ofélia, a ovelha (1989)
- O menino que achou uma estrela (1988)
- Aqui entre nós (1988)
- Um amigo para sempre (1988)
- Contos de amor rasgado (1986)
- O verde brilha no poço (1986)
- E por falar em amor (1985)
- Lobo e o carneiro no sonho da menina (1985)
- A menina arco iris (1984)
- Doze reis e a moça no labirinto do vento (1978)
- Uma idéia toda azul (1978)